# Municipio de Martí
Municipio de Martí är en kommun i Kuba.   Den ligger i provinsen Matanzas, i den nordvästra delen av landet, 150 km öster om huvudstaden Havanna.